# Potapaco
Potapaco.- jedna od lokalnih skupina Conoy Indijanaca, porodica Algonquian, nastanjeni u ranom 17 stoljeću u južnim i središnjim predjelima okrugu Charles u Marylandu. Njihovo glavno središte, Potapaco, na mapi Johna Smitha ucrtano je (1608) na Port Tobacco Riveru. 